# Eszter Muhari
Eszter Muhari (Budapest, 30 de septiembre de 2002) es una deportista húngara que compite en esgrima, especialista en la modalidad de espada.
Participó en los Juegos Olímpicos de París 2024, obteniendo una medalla de bronce en la prueba individual.
En los Juegos Europeos de Cracovia 2023 consiguió una medalla de plata en la prueba por equipos. Ganó una medalla de plata en el Campeonato Europeo de Esgrima de 2024, en la misma prueba.

## Palmarés internacional
| Juegos Olímpicos   | Juegos Olímpicos   | Juegos Olímpicos  | Juegos Olímpicos   |
| Año                | Lugar              | Medalla           | Prueba             |
| ------------------ | ------------------ | ----------------- | ------------------ |
| 2024               | París (Francia)    | Medalla de bronce | Espada individual  |
| Juegos Europeos    |                    |                   |                    |
| Año                | Lugar              | Medalla           | Prueba             |
| 2023               | Cracovia (Polonia) | Medalla de plata  | Espada por equipos |
| Campeonato Europeo |                    |                   |                    |
| Año                | Lugar              | Medalla           | Prueba             |
| 2024               | Basilea (Suiza)    | Medalla de plata  | Espada por equipos |